# The Modern Age
Albums de The Strokes
Is This It
(2001)
The Modern Age est un EP du groupe The Strokes sorti en 2001.

## Liste des titres
Toutes les chansons ont été écrites par Julian Casablancas.
1. The Modern Age – 3:13
2. Last Nite – 3:19
3. Barely Legal – 4:37